# Сталь (футбольный клуб, Сталёва-Воля)
«Сталь» (пол. Stal) — польский футбольный клуб из города Сталёва-Воля. Клуб основан в 1938 году. Основными цветами клуба являются зелёный и чёрный. В настоящее время клуб выступает в Первой лиге Польши.
Команда — единственный представитель в чемпионате Польше на самом высоком уровне подкарпатского воеводства. «Сталь» 4 раза выступала в высшем дивизионе Польше в Экстраклассе, последний раз в сезоне 1994/95.
В сезоне 1991/92 «Сталь» дошла до 1/4 финала Кубка Польши где проиграла по сумме двух матчей «Стилиону» из Гожув-Велькопольского.
Болельщики называют Восточным дерби матч против люблинского «Мотора», первая встреча была сыграна 1988 году.
«Сталь» выступает на стадионе «Муниципальный», он вмещает 3764 зрителей.

## Достижения
- Победитель Первой лиги Польши (1): 1990/91
- Серебряный призёр Первой лиги Польши (2): 1986/87, 1992/93
- Бронзовый призёр Первой лиги Польши (2): 1989/90, 1996/97
- Победитель Второй лиги Польши (1): 2005/06

## Известные игроки
- Мацей Налепа
- Игорь Михалевский